# 23121 Michaelding
23121 Michaelding là một tiểu hành tinh vành đai chính với chu kỳ quỹ đạo là 1653.6148986 ngày (4.53 năm).
Nó được phát hiện ngày 4 tháng 1 năm 2000.